# Zatorze (Nowa Sól)
Zatorze – zachodnia część miasta Nowa Sól w województwie lubuskim. 

## Historia
Historia dzielnicy sięga początków XX wieku. Wtedy w okolicach miasta uruchomiono wodociągi. Pierwsze zabudowania mieszkalne pojawiły się przed wybuchem II wojny światowej (budynki w rejonie ulic Sienkiewicza, Matejki, Wojska Polskiego). Jednak szczytowy okres rozbudowy dzielnicy przypada na lata 70. Wtedy wybudowano tu duże osiedla mieszkaniowe: Osiedle Konstytucji 3 Maja, a także bloki przy ulicy Matejki i Fredry. Dzielnica swoją nazwę wywodzi od położenia. Jest oddzielona od centrum miasta torami kolejowymi (stąd nazwa "Zatorze"). Od wschodu i południa ograniczają ją tory kolejowe, a od północy ulica Staszica. Dzielnica dzieli się na dwie części – Zatorze I (między ulicami Wojska Polskiego i 1 maja) i Zatorze II (między ulicami Staszica i Wojska Polskiego). W latach 1986–94 wzniesiony został tutaj kościół pod wezwaniem świętego Józefa Rzemieślnika.